# Паникша
Паникша — деревня в восточной части Порховского района Псковской области. Входит в состав сельского поселения «Полонская волость».
Расположена на берегу реки Теребешка (правый приток Шелони), в 7 км к северо-востоку от города Порхов.

## Население
Численность населения составляет 71 житель (2000 год).